# Han Do-hee
Han Do-hee (koreanisch 한도희; * 16. November 1994) ist eine südkoreanische Eishockeytorhüterin.

## Karriere
Han Do-hee nahm mit der südkoreanischen Nationalmannschaft zwischen 2010 und 2019 an insgesamt neun Weltmeisterschaften teil. Bei den Olympischen Winterspielen 2018 in Pyeongchang bildeten Nord- und Südkorea eine gemeinsame Eishockeymannschaft der Frauen. Han Do-hee gehörte als eine von 23 Südkoreanerinnen zum 35-köpfigen Kader.

## Erfolge und Auszeichnungen
- 2017 Aufstieg in die Division IB bei der Weltmeisterschaft Division II, Gruppe A
- 2017 Beste Torhüterin der Weltmeisterschaft Division II, Gruppe A[1]
- 2017 Beste Fangquote (95,2 %) und bester Gegentorschnitt (0.75) der Weltmeisterschaft Division II, Gruppe A